# Reverzní proxy
Reverzní proxy server je principem velmi podobný proxy serveru. Sdružuje (resp. rozděluje) požadavky klientů, kteří jsou k němu připojeni. V praxi se nejčastěji využívá s několika připojenými servery. Všechna připojení z internetu směřující na některý z těchto serverů jsou směrována přes tento reverzní proxy server, který buďto požadavek zpracuje sám nebo ho předá dál serverům.

## Princip fungování
Reverzní proxy rozděluje vstupující provoz na několik serverů zachovávaje jediný vnější interface pro klienta. Využívá se toho například pro vyvažování zátěže serverů zapojených v clusteru. Naopak obyčejný proxy server se využívá pro provoz do vnější sítě – příkladem může být proxy na výstupu ze sítě ISP, který předává HTTP požadavky do internetu a díky cachování snižuje zátěž linky.

## Hlavní důvody pro využití
- Bezpečnost: proxy je další úroveň zabezpečení a chrání webové servery, které jsou přes ni připojeny
- Šifrování / urychlení SSL: při vytváření zabezpečených internetových stránek často nezajišťuje SSL samotný server, ale reverzní proxy server, vybavený hardwarem pro urychlení SSL.
- Vyvažování zátěže: reverzní proxy může rozkládat provoz mezi několik připojených serverů, aby se zabránilo přetížení
- Cache: reverzní proxy může sloužit jako cache statického obsahu a tím odlehčit připojeným aplikačním serverům a zkrátit odezvu
- Komprese: proxy může komprimovat obsah a optimalizovat jeho odesílání a tím zkrátit odezvu
- Zasílání po částech: dynamicky generovaná stránka může být vytvořena jako celek a klientovi zasílána po částech, takže program generující stránku na centrálním serveru nemusí zůstávat otevřený a zbytečně využívat systémové prostředky

### Opensourceřešení pro provoz reverzního proxy serveru
- Varnish
- Squid cache
- HAProxy
- Apache HTTP Server
- Perlbal
- Hiawatha (web server)
- Lighttpd
- Nginx
- Pound

### Komerční řešení pro provoz reverzního proxy serveru
- Kerio Control
- Microsoft Windows Server 2012 R2, role Web Application Proxy